# Eriospermum spirale
Eriospermum spirale är en sparrisväxtart som först beskrevs av Carl von Linné, och fick sitt nu gällande namn av Peter Jonas Bergius, Schult. och Julius Hermann Schultes. Eriospermum spirale ingår i släktet Eriospermum och familjen sparrisväxter. Inga underarter finns listade i Catalogue of Life.